# Малотокмацька волость
Малотокмацька волость — історична адміністративно-територіальна одиниця Бердянського повіту Таврійської губернії.
Станом на 1886 рік складалася з 3 поселень, 3 сільських громад. Населення — 5947 осіб (2959 чоловічої статі та 2988 — жіночої), 991 дворове господарство.
|                     | Площа, десятин | У тому числі орної, десятин |
| ------------------- | -------------- | --------------------------- |
| Сільських громад    | 20961          | 13887                       |
| Приватної власності | 1493           | 320                         |
| Казенної власності  | —              | —                           |
| Іншої власності     | 199            | 79                          |
| Загалом             | 22653          | 14286                       |

Основні поселення волості:
- Мала Токмачка — колишнє державне село при річці Токмачка за 110 верст від повітового міста, 3534 особи, 541 двір, православна церква, школа, лавка.
- Вербове — колишнє державне село, 1952 особи, 378 дворів, православна церква, школа, лавка.